# Comuna Havrîlivka, Teofipol
Havrîlivka (în ucraineană Гаврилівка) este o comună în raionul Teofipol, regiunea Hmelnîțkîi, Ucraina, formată din satele Havrîlivka (reședința), Karaiina, Leninske și Medîsivka.

## Demografie
Componența lingvistică a comunei Havrîlivka
     Ucraineană (99,12%)
     Alte limbi (0,32%)
Conform recensământului din 2001, majoritatea populației comunei Havrîlivka era vorbitoare de ucraineană (99,12%), existând în minoritate și vorbitori de alte limbi.